# پی‌پین توک
پِرِگرین توک (به انگلیسی: Peregrin Took) شخصیتی خیالی در رشته افسانهٔ تالکین است که در کتاب ارباب حلقه‌ها ظاهرمی‌شود. او یکی از هابیت‌ها در گروه یاران حلقه بود. او جوان‌ترین عضو گروه بود ولی در حین سفر به سرعت بزرگ شد و به یکی از شوالیه‌های گاندور بدل شد. الروند برای اجازه دادن به او برای عضویت در گروه شک‌ داشت ولی او نشان داد که دوستی دلیر و وفادار است.

## پیشینه
او در سال ۲۹۹۰ دوران سوم (۱۳۹۰ تاریخ شایر) به دنیا آمد. پدرش پالادین توک دوم و مادرش اگلانتاین بنکس بود.
او نوه‌ٔ نوهٔ نوهٔ توک پیر محسوب می‌شد. عنوان تاین وقتی به خانوادهٔ پی‌پین وارد شد که فرموبارس توک سوم بدون جانشین مرد و پدر پی‌پین عنوان تاین را در سال ۱۴۱۵ ت.ش بدست آورد. پی‌پین سه خواهر بزرگتر به نام‌های پیرل توک، پیم‌پرنل توک و پروینکا توک داشت.
پسر عموی پی‌پین، مری (بعداً ارباب باک‌لند شد) بود که او نیز پسر پسر عموی فرودو محسوب می‌شد. پی‌پین ارتباط فامیلی با سام نداشت ولی پسر او فارامیر با دختر سام گلدی‌لاکس در سال ۱۴۶۳ ازدواج‌ کرد.

### یاران حلقه
به عنوان یکی از تبانی‌کنندگان، او راز رفتار عجیب فرودو را کشف و همراه فرودو، مری و سام با هدف نابود کردن حلقه، شایر را ترک کرد. همراه شدن او با فرودو نتیجهٔ طبیعت ماجراجوی توک‌ها بود اگرچه بین پسر عمویش (فرودو) و خود حس وفاداری و دوستی عمیقی نیز وجود داشت.
رازآلود بودن و احساس خفگی در جنگل کهن بیش از همه پی‌پین را اذیت می‌کرد. ظن او نسبت به جنگل درست از آب در آمد چرا که گرفتار تلهٔ بید پیر شد تا اینکه تام بامبادیل او را نجات داد. در راه بری، پی‌پین دوباره دچار بدشانسی شد و در بلندی‌های گورپشته به دام گورپشته‌ها افتاد.
در اسبچهٔ راهوار پی‌پین بی‌پروا داستان تولد بیلبو و ناپدید شدن یک‌بارهٔ او را تعریف کرد؛ برای جلوگیری از لو رفتن حلقه، فرودو روی میز رفت و شروع به خواندن ترانه‌ای کرد ولی در این حین از روی میز افتاد و حلقه به درون انگشتش لغزید و جلوی چشم همگان ناپدید شد. نتیجه این بود که در شب نزگول‌ها به مسافرخانه حمله کردند ولی هابیت‌ها به کمک تک‌آور مرموز، استرایدر، نجات پیدا‌کردند.

### همراه با چوب‌ریش
در طی جدا شدن یاران حلقه، بورومیر هنگام دفاع از مری و پی‌پین که یورک-هی‌ها قصد اسیر کردن آن‌ها را داشتند کشته شد و اورک‌ها آن دو را اسیر کردند و به سمت آیزنگارد و سارومان بردند چرا که اشتباهاً فکر می‌کردند که یکی از این دو حامل حلقه است. در حین سفر به آیزنگارد پی‌پین هوش خود را نشان داد و در فرصت مناسب دست خود را باز کرد و همچنین ترتیبی داد که سنجاق سینه‌ای که در لوتلورین به او داده بودند را بر زمین بیندازد تا آراگورن آن را پیدا کند و رد آن‌ها را گم نکند.
در حالی که اسیر بودند آن دو حدس زدند که یکی از اورک‌ها به نام گریشناخ در مورد حلقه حدس‌هایی زده است پس آن‌ها از طمع گریشناخ استفاده کردند تا او آن‌ها را باز و از اورک‌ها دیگر دور کند. در این حین گریشناخ توسط روهریم‌ها که به یوروک-هی‌ها حمله کرده بودند کشته شد و پی‌پین و مری توانستند به سمت جنگل فنگورن فرار کنند و در آن‌جا پنهان شوند. فنگورن جایی بود که آن‌ها با چوب‌ریش برخورد کردند.
مری و پی‌پین با چوب‌ریش دوست شدند و تمام وقایع دنیای خارج از جنگل و اتفاقات جنگ حلقه را برای او شرح دادند و چوب ریش نیز از انت‌بانوها با آن دو صحبت کرد. چوب‌ریش تصمیم گرفت که کنگرهٔ انت‌ها را برگزار کند تا در مورد حرکت بعدی انت‌ها تصمیم‌گیری بشود. در این حین چوب‌ریش هابیت‌ها را به یک انت جوان و عجول به نام چابک‌دار سپرد که از قبل تصمیم خود را برای رفتن به جنگ گرفته بود چرا که سارومان و اورک‌هایش بسیاری از درختان او را قطع کرده بودند.
مری و پی‌پین با راهپیمایی انت‌ها به سمت آیزنگارد همراه شدند و انت‌ها بازماندهٔ اورک‌ها را در آنجا کشتند و حلقهٔ آیزنگارد را با آب پر کردند و سارومان را در برجش گروگان نگه داشتند. هنگامی که مری و پی‌پین بین غنائم جنگی نشسته بودند گندالف، آراگورن، لگولاس و گیملی را دوباره ملاقات کردند و با آن‌ها همراه شدند و پیپ و غذایشان را با آن‌ها سهیم شدند. در حین مواجهٔ گندالف با سارومان، گریما پلانتیر آیزنگارد را به سمت گندالف پرت کرد و پی‌پین نیز آن را از روز زمین برداشت تا به گندالف بدهد. ولی کنجکاوی پی‌پین بر او غلبه کرد و پلانتیر را هنگامی که گندالف خواب بود از او دزدید تا به درونش نگاهی بیندازد. هنگامی که پی‌پین به درون پلانتیر نگاه می‌کرد با چشم سائورون درگیر شد و سائورون او را مجبور به جواب دادن سوال‌هایش کرد چرا که سائورون به اشتباه فکر می‌کرد که سارومان حامل حلقه را دستگیر کرده‌است. گندالف تصمیم گرفت که پی‌پین را همراه با خود به میناس‌تریت ببرد چرا که جان پی‌پین در خطر بود.

### محافظ برج
هنگام رسیدن به میناس‌تریت، پی‌پین همراه گندالف به برج رفت و چگونگی مرگ بورومیر را تعریف کرد. پی‌پین به خاطر وجدانش در مورد مرگ بورومیر تصمیم گرفت که وفاداریش را به گاندور و کارگذار غمگین ثابت کند پس به مقام محافظ سلطنتی برج منسوب شد. او توسط برگوند در شهر چرخ زد و گذرواژه‌های دروازه‌ها را آموخت.
در هنگام محاصره گاندور، پی‌پین نقش اصلی را در نجات فارامیر از مرگ انجام داد. بعد از اینکه فارامیر از جنگ بازگشت به شدت زخمی شده بود و نفس تیره درونش دمیده شده بود؛ دنه‌تور به درون پلانتیر نگاه کرد و سائورون نیروی عظیم و کامل موردور را به او نشان داد. با باور به اینکه نیروهای سائورون برندهٔ این جنگ هستند، او عقلش را از دست داد و به خدمتکارانش دستور داد که هیزم بیاورند تا او و فارامیر را زنده بسوزانند، ولی پی‌پین گندالف و برگوند را از این تصمیم آگاه کرد و آن دو نیز فارامیر را از این مخمصه نجات دادند.
بعد از نبرد دشت‌های پله‌نور پی‌پین مری را بیهوش و سرد (به خاطر رویاروییش با شاه جادوپیشهٔ آنگمار)در صحن نبرد پیدا کرد و او را به شفاخانه‌ها برد که او توسط آراگورن معالجه شد. پی‌پین با لشکر روهان و گاندور به سمت دروازهٔ سیاه همراه شد و در نبرد مورانون شرکت کرد و با کشتن یک ترول جان برگوند را نجات داد ولی خود در زیر ترول افتاد و گیر کرد. در پایان نبرد گیملی پاهای هابیتی او را در زیر ترول تشخیص داد و او را بیرون کشید و نجات داد.

### پس از جنگ حلقه
وقتی که پی‌پین و دیگر هابیت‌ها به شایر بازگشتند، بسیار عصبانی شدند از اینکه دیدند بر سر دنیای زیبا و دوست‌داشتنی‌شان چه بلایی آمده است. پی‌پین به توک‌لند رفت تا توک‌ها را به طغیان برانگیزد و هنگامی که او برگشت تا به نبرد بای‌واتر برود ۱۰۰ هابیت قوی را همراه خود آورده بود. نام پی‌پین و مری به عنوان فرماندهان جنبش در طومار پیروزی ثبت شد و نام‌شان برای همیشه در تاریخ شایر ماندگار ماند.
مری و پی‌پین هم‌اکنون قهرمانان جنگ بودند و داستان سفرشان به دوردست‌های شرق را برای همه تعریف می‌کردند. آن‌ها بعضی مواقع زره‌های خود را می‌پوشیدند و به دنیای بیرون سفر می‌کردند و به چشم مردمان همچون اربابانی بزرگ می‌آمدند.
در سال ۱۴۲۷ ت.ش (در سن ۳۷ سالگی) پی‌پین با دایموند لانگ‌کلیف ازدواج کرد و بعد از سه سال آن‌ها تنها فرزندشان فارامیر را به دنیا آوردند. در سال ۱۴۳۴ پی‌پین جانشین پدر شد و عنوان ۳۲امین تاین ِ شایر را کسب کرد و به عنوان معاون شاه اله‌سار در سرزمین‌های شمالی قلمروی گاندور شناخته شد.
در سال ۱۴۳۶ شاه اله‌سار به شمال رفت و در آنومیناس ساکن شد. او، پی‌پین، مری و سام را در پل برندی‌واین ملاقات کرد. در سال ۱۴۵۲ شاه اله‌سار به عنوان هدیه، وست‌مارس را به قلمروهای شایر اضافه کرد و در سال ۱۴۵۲ پی‌پین، فاسترد (داماد سام) را به عنوان اولین واردن وست‌مارس انتخاب کرد.
به عنوان تاین، پی‌پین کتابخانهٔ بزرگی از اسناد تاریخی را در سمیال‌های بزرگ برپا کرد که بیشتر شامل اطلاعاتی از نومه‌نور و وارثان الندیل بود. در سمیال‌های بزرگ بود که با کمک مری داستان سالیان جمع‌آوری و تهیه شد.
در سال ۱۴۸۵ پس از ۹۴ سال زندگی و داشتن لقب تاین برای ۵۰ سال مری و پی‌پین وظایف و القابشان را به پسرانشان انتقال دادند و برای بازدید از روهان و گاندور از شایر خارج شدند. وقتی که چند سال بعد آن‌ها مردند، بدنشان را در رات‌دینن قرار دادند؛ آن‌ها را پس از فوت شاه اله‌سار در سال ۱۲۰ د.چ در کنار او قرار دادند.

## نام‌ها و القاب
- پره‌گرین - نام اصلی او که ریشه‌ای لاتین دارد.
- پی‌پین - نام مستعار او.
- تاین پره‌گرین اول - نام شاهوار او بعد از رسیدن به لقب تاین شایر.
- رازانور توک - نام حقیقی پی‌پین در زبان غرب.
- توک احمق - نامی که گندالف در موریا به او داد.[۶]
- ارنیل ای فریانات - نام سینداری او به معنی شاهزادهٔ هافلینگ‌ها که مردمان گاندور به او دادند چرا که فکر می‌کردند او شخصیت مهمی‌است که همراه گندالف سفر می‌کند.
- محافظ برج - لقب پی‌پین هنگامی که در محضر دنه‌تور قسم وفاداری خورد.
- شوالیه گاندور - لقبی که آراگورن به او اعطا کرد.
- مشاور قلمروهای شمالی - لقبی که بعد از تاین شدنش توسط آراگورن به او داده شد.